# Apache CloudStack技術者認定試験
Apache CloudStack技術者認定試験（ACCEL／アクセル）は、オープンソースのクラウド基盤であるApache CloudStackに関する技術力と知識を認定するクラウド技術の促進とクラウド技術者の育成を目的とした認定資格である。
ACCELは特定非営利活動法人 (NPO) エルピーアイジャパン (LPI-Japan) が2015年6月1日からCBT（コンピューター・ベースト・テスティング）方式で配信を開始した。2023年3月31日に試験の運用を終了した。
CloudStackは、オープンソースのクラウド基盤ソフトウェアであり、プライベートクラウドやパブリッククラウドのIaaS環境を構築するのに必要な機能と安定性を備え、多くの商用サービスで利用されている。本試験はCloudStackを扱うプロフェッショナルの能力を測る認定資格試験として開発された。
ACCELに認定されると、CloudStackを使用したクラウドシステムの構築・運用管理に必要な技術力を持つプロフェッショナルであることを証明できる。また企業においても『技術力を担保する客観的基準』として活用できる。

## 関連試験
- Linux Professional Institute Certification (LPIC)
- オープンソースデータベース技術者認定試験
- HTML5プロフェッショナル認定試験
- OpenStack技術者認定試験